# Pinellia fujianensis
Pinellia fujianensis är en kallaväxtart som beskrevs av Hen Li och Guang Hua Zhu. Pinellia fujianensis ingår i släktet Pinellia och familjen kallaväxter. Inga underarter finns listade.